# Cynometra brachyrrhachis
Cynometra brachyrrhachis är en ärtväxtart som beskrevs av Hermann August Theodor Harms. Cynometra brachyrrhachis ingår i släktet Cynometra, och familjen ärtväxter. IUCN kategoriserar arten globalt som sårbar. Inga underarter finns listade i Catalogue of Life.